# Flora (métro de Prague)
Pour les articles homonymes, voir Flora.
Flora est une station de métro à Prague, en Tchéquie. Située sur la ligne A du métro de Prague entre Jiřího z Poděbrad et Želivského, elle est ouverte depuis le 19 décembre 1980.